# Merlevenez
Merlevenez [mɛʁləvəne] est une commune française, située dans le département du Morbihan en région Bretagne.

## Géographie
Cette commune se situe entre Plouhinec et Nostang. Elle borde la ria d'Étel sur 3,2 km allant du village de Kergo à l'étang de Rhodes.

### Communes limitrophes
| Kervignac Locmiquélic | Kervignac  | Nostang                |
| Riantec               | Merlevenez | Nostang Rivière d'Étel |
| Riantec               | Plouhinec  | Sainte-Hélène          |

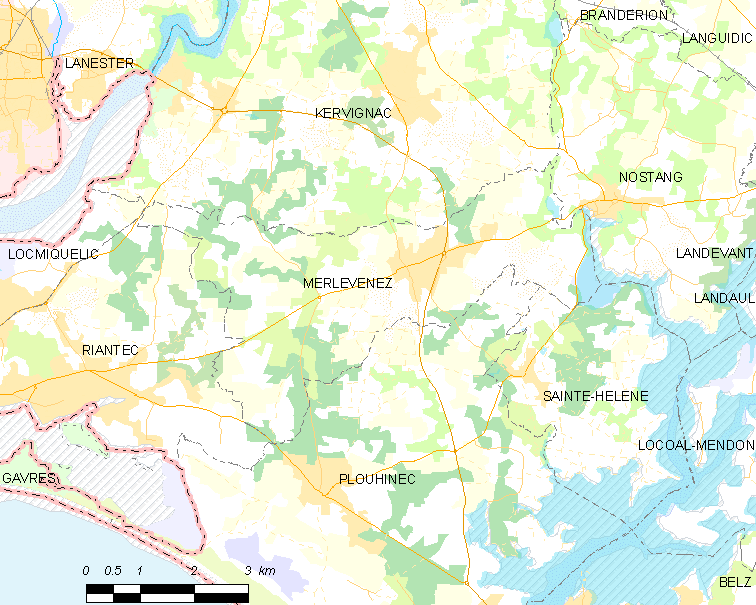
Carte de la commune de Merlevenez et des communes avoisinantes.

Les communes en italique sont membres de Blavet Bellevue Océan Communauté.

### Relief et hydrographie
Le finage de Merlevenez présente une forme allongée d´est en ouest allant de la Rivière d´Étel (dont Merlevenez est en partie séparé par la commune de Sainte-Hélène) et l'estuaire du Blavet (dont Merlevenez est séparé par Locmiquélic ) ; côté sud, la commune est séparée de la Petite mer de Gâvres par Riantec et de l'Océan Atlantique par Plouhinec.
Le relief est de faible altitude et peu accidenté : le point le plus haut, situé près de Lesteno, culmine à 30 mètres, le point le plus bas étant le niveau de la mer en bordure de la ria d'Étel ; c'est au pourtour de la pointe de Mané er Hoët, entourée sur trois de ses côtés par les sinuosités de la Rivière d'Étel et située dans l'angle nord-est du territoire communal, tout près du bourg de Nostang, que les pentes sont les plus fortes : le hameau est vers 18 mètres d'altitude à peu de distance du littoral. Le hameau de Kernalan, dans la partie ouest de la commune est aussi situés ur une butte qui atteint 24 mètres d'altitude, mais la majeure partie du territoire communal, y compris le bourg, est vers 15 à 20 mètres d'altitude.
.
Plusieurs petits cours d'eau concernent Merlevenez : au nord-est le Ruisseau du Moulin de Saint-Georges limite la commune, la séparant de Nostang, et alimente l'étang de Rodes, totalement en Merlevenez, bien que limitrophe de Nostang ; le Ruisseau de Lézévry  se jette dans le fond de la branche nord-ouest de la ria d'Étel, juste en aval de l'étang de Rodés et forme un temps la limite orientale de la commune avec Plouhinec ; son petit affluent de rive gauche, le Ruisseau de Pont Coët, sert un temps, côté nord, de limite communale avec Kervignac ; la partie sud-ouest du finage est draînée par quelques petits affluents du Riant, lequel forme un temps la limite avec Riantec ; enfin quelques cours d'eau à écoulement intermittent traversent la partie sud-est de la commune avant d'aller se jeter dans la vasière et l'étang du Bisconte (situé en Plouhinec).
Le sous-sol de la commune est granitique ("granite de Crach" selon l'appellation qui lui a été donnée par Louis Chauris) ; il a été exploité pour la construction dans les deux anciennes carrières situées à Maneheslan et à Manerisse.

### Hydrographie
Pour un article plus général, voir Réseau hydrographique du Morbihan.
La commune est située dans le bassin Loire-Bretagne. Elle est drainée par le Goah Guillerm, le Moulin Saint-Georges, le ruisseau le Riant, le chenal du bisconte, le Lézévry, le ruisseau de Pont coët et divers autres petits cours d'eau,.
Le Goah Guillerm, d'une longueur de 35 km, prend sa source dans la commune de Languidic et se jette  dans le ria d'Étel en limite de Plouhinec et d'Erdeven, après avoir traversé huit communes. 

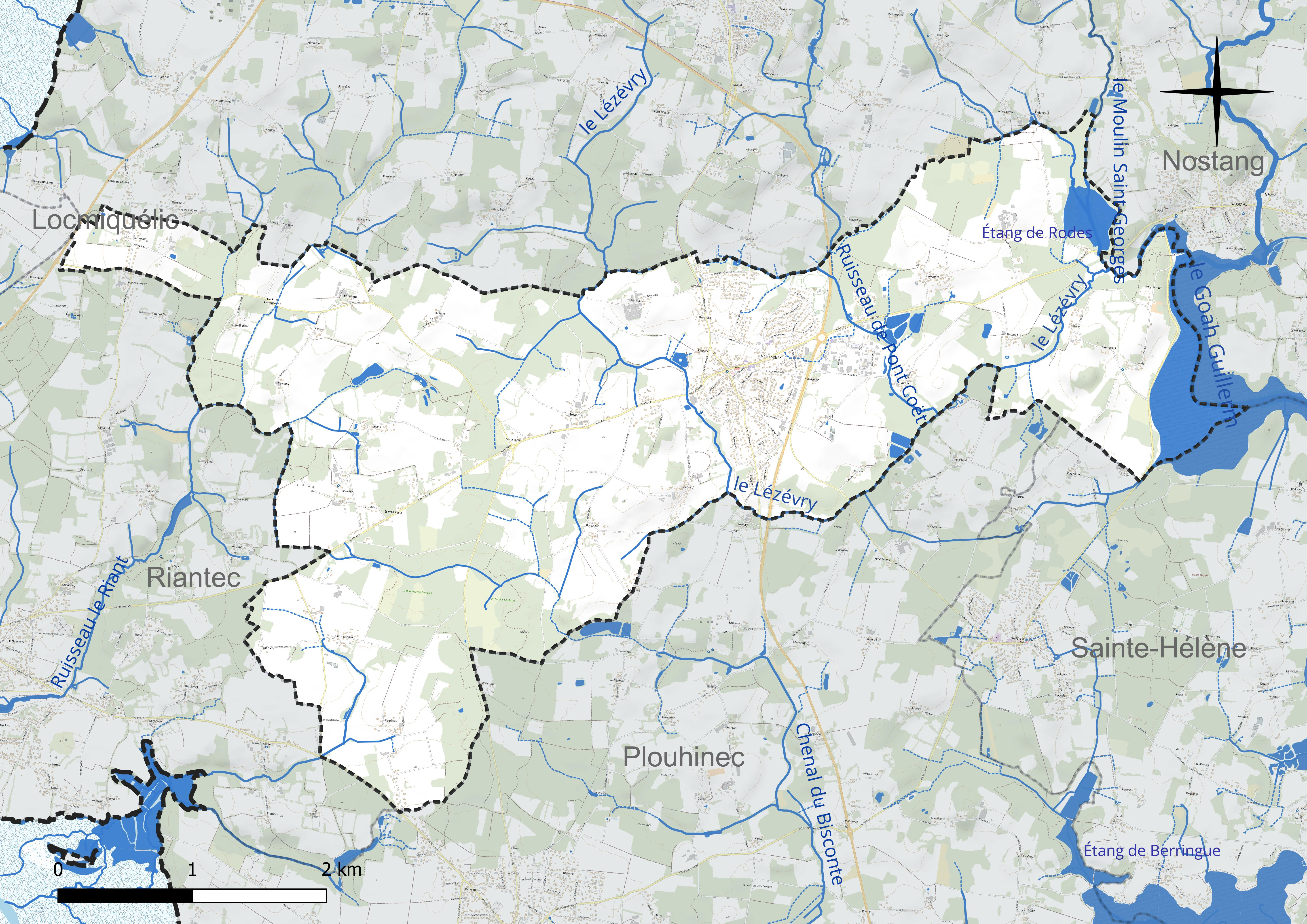
Réseau hydrographique de Merlevenez.

Un plan d'eau complète le réseau hydrographique : l'étang de Rodes (5,87 ha),.

### Climat
Pour des articles plus généraux, voir Climat de la Bretagne et Climat du Morbihan.
En 2010, le climat de la commune est de type climat océanique franc, selon une étude du CNRS s'appuyant sur une série de données couvrant la période 1971-2000. En 2020, Météo-France publie une typologie des climats de la France métropolitaine dans laquelle la commune est exposée à un climat océanique et est dans la région climatique  Bretagne orientale et méridionale, Pays nantais, Vendée, caractérisée par une faible pluviométrie en été et une bonne insolation. Parallèlement l'observatoire de l'environnement en Bretagne publie en 2020 un zonage climatique de la région Bretagne, s'appuyant sur des données de Météo-France de 2009. La commune est, selon ce zonage, dans la zone « Intérieur  », exposée à un climat médian, à dominante océanique.  
Pour la période 1971-2000, la température annuelle moyenne est de 12 °C, avec une amplitude thermique annuelle de 11,2 °C. Le cumul annuel moyen de précipitations est de 918 mm, avec 13,6 jours de précipitations en janvier et 7,1 jours en juillet. Pour la période 1991-2020, la température moyenne annuelle observée sur la station météorologique la plus proche, située sur la commune de Quéven à 15 km à vol d'oiseau, est de 12,2 °C et le cumul annuel moyen de précipitations est de 943,3 mm,. Pour l'avenir, les paramètres climatiques de la commune estimés pour 2050 selon différents scénarios d’émission de gaz à effet de serre sont consultables sur un site dédié publié par Météo-France en novembre 2022.

### Transports
La commune est traversée par deux axes routiers fréquentés qui se croisent près du bourg de Merle enez : la D 9 (prolongée en birection du nord-ouest par la D 194) vient de l'agglomération lorientaise via le Pont du Bonhomme et qui, vers le sud-est, va vers Belz en traversant la Ria d'Étel grâce au Pont Lorois, d'une part ; et la D 33 qui vient côté nord-est de Landévant et Nostang et continue, côté sud-ouest, en direction de Riantec et Port-Louis.

### Paysages et habitat
Merle venez avait un paysage agraire de bocage avec un habitat dispersé en écarts formés de hameaux (appelés localement "villages") et fermes isolées ; le bourg, situé au centre-nord du finage, était de faible importance.
Des bois de pins ont été plantés à la place des landes préexistantes à la fin du XIXe siècle dans la partie sud-ouest de la commune, notamment autour des lieux-dits "Le Domaine des Écureuils" et "La Lande aux Buses".
Le remembrement a considérablement modifié ce paysage de bocage, détruisant aussi les nombreuses fontaines et lavoirs qui jalonnaient l´espace rural. Le bourg a beaucoup grossi depuis la Seconde Guerre mondiale avec la construction de nombreux lotissements, en raison de la relative proximité avec plusieurs agglomérations dont celles de Lorient , Hennebont et Port-Louis ainsi que de la façade littorale.

## Urbanisme

### Typologie
Au 1er janvier 2024, Merlevenez est catégorisée bourg rural, selon la nouvelle grille communale de densité à sept niveaux définie par l'Insee en 2022.
Elle appartient à l'unité urbaine de Merlevenez, une unité urbaine monocommunale constituant une ville isolée,. Par ailleurs la commune fait partie de l'aire d'attraction de Lorient, dont elle est une commune de la couronne,. Cette aire, qui regroupe 31 communes, est catégorisée dans les aires de 200 000 à moins de 700 000 habitants,.
La commune, bordée par l'océan Atlantique, est également une commune littorale au sens de la loi du 3 janvier 1986, dite loi littoral. Des dispositions spécifiques d’urbanisme s’y appliquent dès lors afin de préserver les espaces naturels, les sites, les paysages et l’équilibre écologique du littoral, tel le principe d'inconstructibilité, en dehors des espaces urbanisés, sur la bande littorale des 100 mètres, ou plus si le plan local d’urbanisme le prévoit.

### Occupation des sols

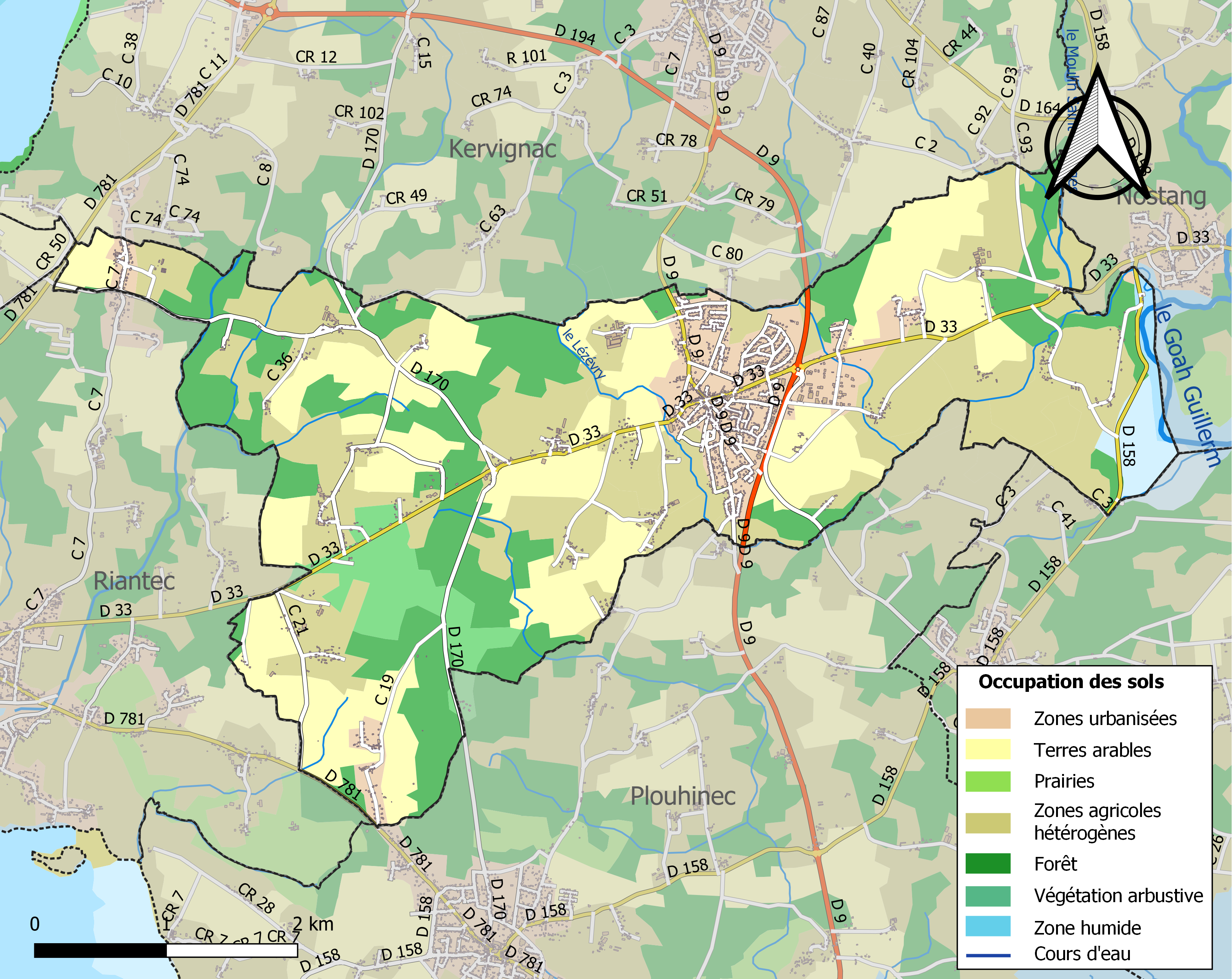
Carte des infrastructures et de l'occupation des sols de la commune en 2018 (CLC).

Le tableau ci-dessous présente l'occupation des sols de la commune en 2018, telle qu'elle ressort de la base de données européenne d’occupation biophysique des sols Corine Land Cover (CLC).
| Type d’occupation                                                                   | Pourcentage | Superficie (en hectares) |
| ----------------------------------------------------------------------------------- | ----------- | ------------------------ |
| Tissu urbain discontinu                                                             | 10,1 %      | 174                      |
| Terres arables hors périmètres d'irrigation                                         | 26,8 %      | 462                      |
| Systèmes culturaux et parcellaires complexes                                        | 30,0 %      | 518                      |
| Surfaces essentiellement agricoles interrompues par des espaces naturels importants | 5,3 %       | 92                       |
| Forêts de feuillus                                                                  | 3,1 %       | 53                       |
| Forêts de conifères                                                                 | 19,9 %      | 343                      |
| Forêts mélangées                                                                    | 0,1 %       | 2                        |
| Forêt et végétation arbustive en mutation                                           | 4,3 %       | 74                       |
| Marais maritimes                                                                    | 0,3 %       | 6                        |
| Zones intertidales                                                                  | 0,2 %       | 3                        |
| Source : Corine Land Cover                                                          |             |                          |

## Toponymie
Attestée sous les formes Bre Levenez en 1370, Brellevenez en 1372, Brelevenez en 1385, Meurlevenez en 1498.
En breton Brelevenez, de bre (mont, colline) et levenez  (joie). En 1859, Benjamin Jollivet écrit : « Brélévenez est composé des deux mots celtiques bre [et] levenez, dont la signification littérale est « mont joie » ou « colline de la joie ».
En breton vannetais le nom de la commune est Berleuïne.

## Histoire
Une légende présente l'origine du nom Merlevenez. Elle parle d'un seigneur marié depuis longtemps et toujours sans enfant qui promit une chapelle à la Vierge s'il en obtenait un. Il obtint une fille ce qui le remplit de joie et bâtit alors l'église de Merlevenez ou de la fille de la joie.

### Préhistoire
L'éperon de Mané-er-Hoët est un oppidum datant de l'Âge du fer. Des stèles datant de cette époque se trouvent à Trévelzun, à Lézévarc'h et au bourg.

### Antiquité
La voie romaine venant de Landévant, où elle s'embranchait sur celle allant de Darioritum (Vannes) à Civitas Aquilonia (Quimper), et se dirigeant vers Port-Louis passsait par le bourg actuel de Merlevenez (elle correspond au tracé de l'actuel D 33).

### Moyen-Âge
Merlevenez est issue d'un démembrement des paroisses de l'Armorique primitive de Plouhinec et Plou-Vénéac (aujourd'hui Kervignac). Au Moyen Âge, la commune est sous la juridiction directe des ducs de Bretagne. Au XIIe siècle, les Templiers ont construit un monastère et une chapelle dédiée à sainte Marie-Madeleine.
C'est la commune héritière de la paroisse de Trévalzur (en breton trev signifie section paroissiale et alezon veut dire aumône). Le centre de la paroisse était alors situé dans le village de Trévalzur (aujourd'hui Trévelzun). Le nom de la paroisse changea progressivement pour prendre celui de Merlevenez qui était à l'origine un simple village de la paroisse de Trévalzur.
Selon Joseph-Marie Le Mené, « les Templiers eurent en ce lieu un établissement considérable, qui leur fut conné par le seigneur de Kermado en Pluvigner, avec le concours du duc de Bretagne. L'église, construite par les Chevaliers ou par leurs bienfaiteurs, subsiste encoe en partie et porte les caractères de l'architecture de la fin du XIIe siècle. (...) À la suppression des Templiers, en 1312, le temporel de ce monastère fut offert à l'évêque de Vannes, qui érigea la chapelle de Brélevénez en église paroissiale et y fit transférer le siège de la paroisse ».
Le nom de la commune s'est écrit successivement : Breullenevez (en 1367), Berlevenez (en 1427), Brelevenez (en 1446, en 1464, en 1477, en 1481), Brelevnez (en 1448), Merleveneuc (en 1536).

### Époque moderne

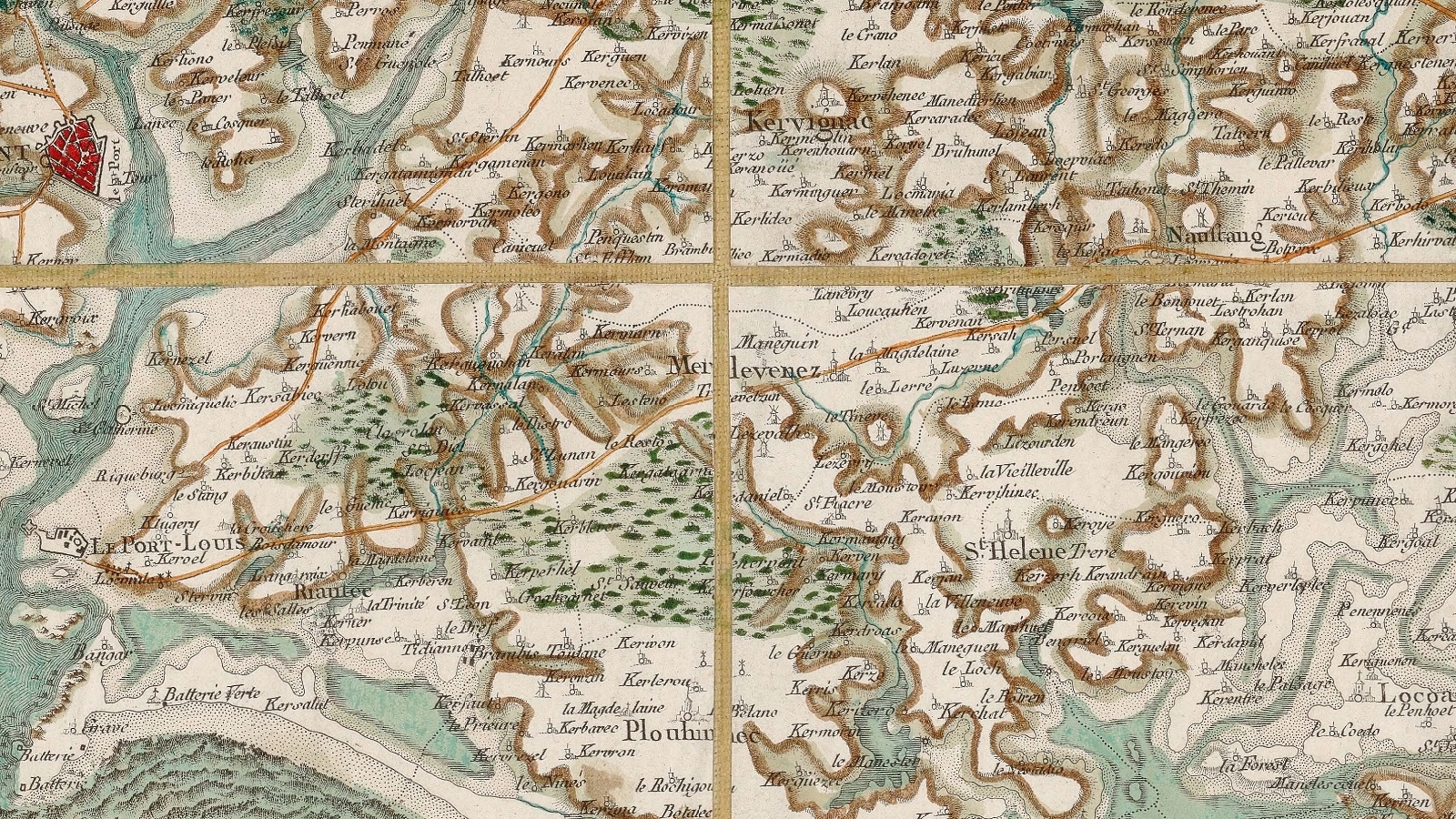
Carte de Cassini de la paroisse de Merlevenez et des paroisses avoisinantes (1789).

Merlevenez appartenait à la châtellenie de Nostang, au doyenné de Pou-Belz ainsi qu'à la sénéchaussée d'Hennebont.
En 1759 une ordonnance du roi Louis XV impose à la paroisse de Merlevenez de fournir 17 hommes et de payer 111 livres pour la défense de la côte et pourvoir aux besoins des garde-côtes.
Jean-Baptiste Ogée décrit ainsi Merlevenez en 1778 :

« Merlevenez ; à 8 lieues de Vannes, son évêché, sur la route de Landévan au Port-Louis ; à 16 lieues un quart de Rennes et à 1 lieue trois-quarts de Hennebon, sa subdélégation et son ressort. Cette paroisse, dont la cure est à l'Ordinaire, relève du Roi et compte 1 000 communiants. Son territoire est exactement cultivé, et fertile en grains et foins. »

### Révolution française
En 1790, Merlevenez devient une commune et dépend alors du canton de Kervignac et du district d'Hennebont. En 1800, elle est englobée dans l'arrondissement de Lorient et, en 1801, elle rejoint le canton de Port-Louis.
Mathurin Le Corvic est recteur de 1774 à 1791 ; il refusa de prêter serment à la Constitution civile du clergé, devenant donc prêtre réfractaire ; il fut remplacé par un prêtre constitutionnel Jean-Claude Pécard, mais celui-ci démissionna dès le 30 mars 1792 et Merlevenez se retrouva sans prêtre apparemment jusqu'au Concordat de 1801.
Autour de l'arbre de la liberté planté sur la place de l'église de Merlevenez « se réunissaient les rares patriotes du pays. Mais la foule était nécessaire, et, pour la grossir, tous les moyens ëtaient bons. Les hommes faisant défaut, c'était aux enfants qu'on s'adressait et qu'on distribuait de l'argent pour danser devant l'emblème de la République ».

### LeXIXesiècle
En 1821 François-Joseph Grille écrit que la flèche de l'église est souvent frappée par la foudre et est pour cette raison à tout moment menacée de destruction, mais « les habitants ont demandé qu'on y mît un paratonnerre. Certes ils ne l'eussent osé faire il y a quelques dizaines d'années ; leur superstition y aurait vu une sorte de résistance faite au Ciel et une leçon donnée à Dieu. 
Le docteur J.-C. Voisin relate en 1831 un fait survenu à Merlevenez qui illustre l'ignorance et le fatalisme des paysans à l'époque : un paysan, malgré les instances pressantes du médecin ainsi que du recteur et de son vicaire, car seule une prompte opération d'amputation pouvait sauver son fils, préféra s'en remettre à un rebouteux ; le fils décéda 2 jours plus tard.
En 1851 la brigade de gendarmerie jusque-là implantée à Merlevenez est transférée à Port-Louis.

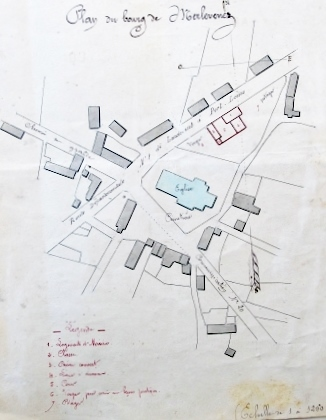
Plan du bourg de Merlevenez en 1864 (dressé lors du projet de construction de l'école des garçons).

A. Marteville et P. Varin, continuateurs d'Ogée, décrivent ainsi Merlevenez en 1853 :

« Merlevenez : commune formée de l'ancienne paroisse de ce nom ; aujourd'hui succursale. (...) Principaux villages : Kermorgant, Kerviarne, Kernourd, Lestano, le Resto, Trevelen, Kerguelenne, Kervenaut, Saint-Sauveur, Kerplevert, Kergatorne, Lezevarch, Lézé, Luzerne, Kerzarch, Persuel, Penhoet, Portanguen. Superficie totale 1 759 hectares 64 ares dont (...) terres labouables 504 ha, prés et pâturages 213 ha, bois 69 ha, vergers et jardins 37 ha, landes et incultes 852 ha, étangs 30 ha, châtaigneraies 36 ha (...). Moulins de Rodes, à eau ; du Rodes, Neuf, de Hazéno, de Kerguehouat, à vent. La route du Port-Louis à Vannes traverse cette commune de l'Ouest au nord-est. Géologie : constitution granitique. On parle le français et le breton. »

Une école des garçons est construite en 1869 selon les plans de l´architecte d´Hennebont Charton par l'entrepreneur Poullat.
Benjamin Girard écrit en 1889 que le bourg de Merlevenez a une population agglomérée de 521 habitants alors que la population communale totale à cette même date est de 1 358 habitants.
Le pont Er Mor, sur un bras de la Ria d'Étel, à la limite des communes de Nostang et de Merlevenez, qui faisait seulement 2 mètres de large et menaçait ruine, fut reconstruit en 1896.

### LeXXesiècle

#### La Belle Époque
En 1902 les religieuses de Merlevenez, qui avaient dans un premier temps quitté de bonne volonté leur école pour obéir à la Loi sur les congrégations, y revinrent pour rouvrir leur école, ce qui nécessita leur expulsion. 
Lors d'un concours de tir organisé en 1904 à la limite des deux communes, la vieille rivalité de village entre les jeunes gens de Plouhinec et de Merlevenez, suscita, au moment du palmarès, une bataille rangée au cours de laquelle un jeune homme de Merlevenez fit feu avec un fusil de chasse à plusieurs reprises sur le groupe adverse, faisant plusieurs blessés et un mort, Jean Uzel.
Un décret du Président de la République en date du 8 décembre 1911 autorise la création d'un bureau de bienfaisance dans la commune de Merlevenez.
Une école des filles est construite d'office (imposée par l'administration contre la volonté du conseil municipal pour remplacer l'école privée préexistante) en 1913 selon un style influencé par l'architecture régionaliste de style néobreton par l´architecte lorientais Dutartre (transformée depuis en bureau de poste).

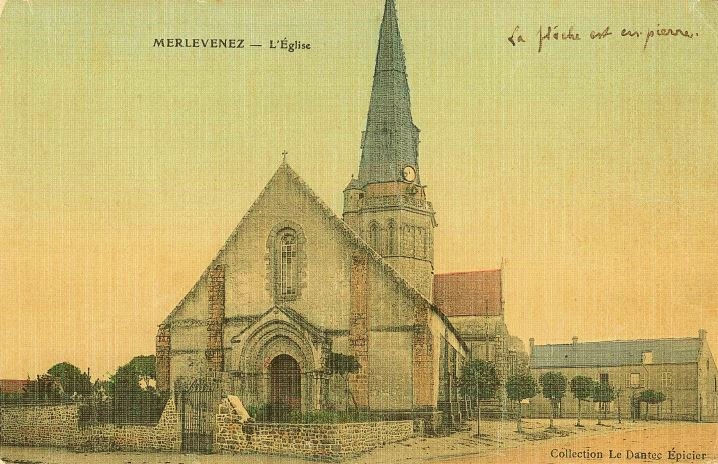
Merlevenez ː l'église et le cimetière vers 1910 (carte postale colorisée)
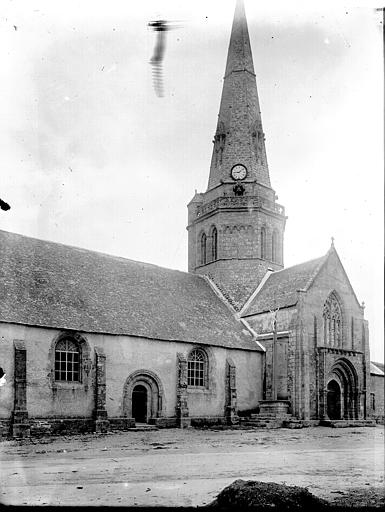
Église Notre-Dame-de-Joie : clocher et partie latérale (Camille Enlart, début XXe siècle).
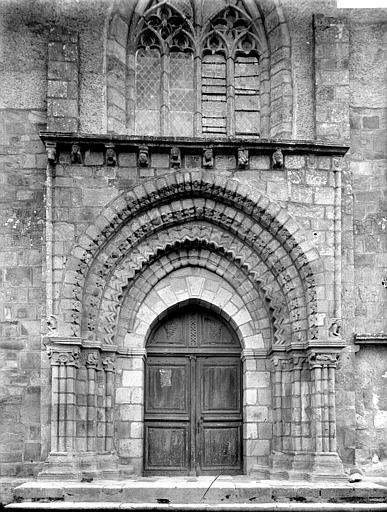
Église Notre-Dame-de-Joie : portail latéral ((Camille Enlart, début XXe siècle).
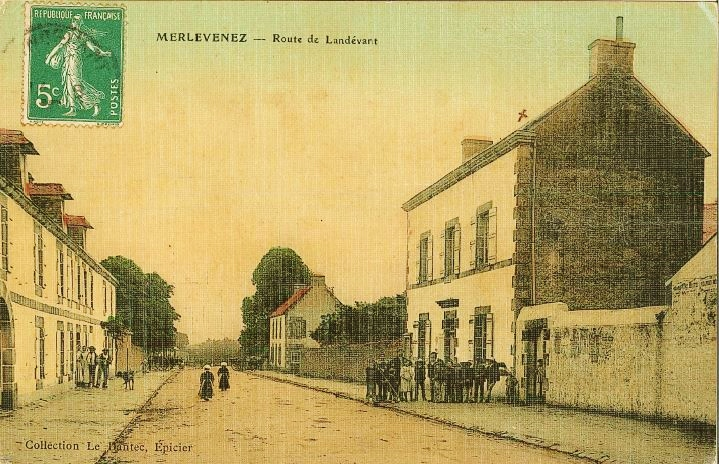
Merlevenez : la route de Landévant vers 1910 (carte postale colorisée).
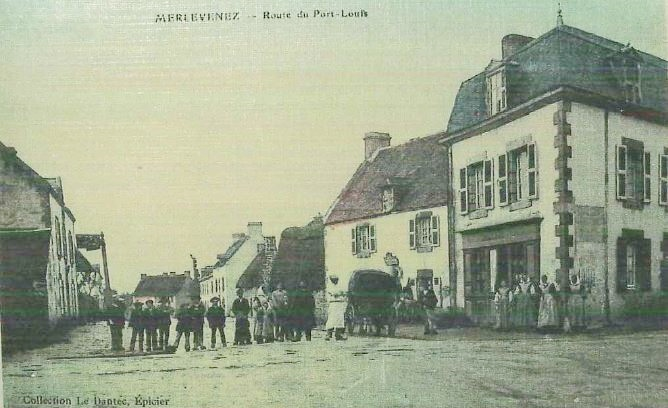
Merlevenez ː la route de Port-Louis vers 1910 (carte postale).

#### La Première Guerre mondiale
Le monument aux morts de Merlevenez porte les noms de 53 soldats morts pour la France pendant la Première Guerre mondiale : parmi eux Joseph Cougoulat, tué à l'ennemi dès le 22 août 1914 lors des combats de Maissin (Belgique) ; Julien Guillemoto, mort en mer lors du naufrage du cuirassé Suffren torpillé par un sous-marin allemand U52 le 26 novembre 1916 au large de Lisbonne ; la plupart des autres sont décédés sur le sol français dont Jean Evano, décoré de la Médaille militaire et de la Croix de guerre.

#### L'Entre-deux-guerres
En 1921 le Conseil municipal décide la translation du cimetière, situé jusque-là dans le placître entourant l'église, à l’extérieur du bourg, à son emplacement actuel.
En décembre 1922 l'école publique des garçons de Merlevenez avait 52 élèves et un seul maître ; la création d'un second poste était envisagée. 
Une ligne de chemin de fer d'intérêt local à voie métrique des Chemins de fer du Morbihan, reliant Port-Louis à Hennebont est mise en service en 1921 et ferme dès 1934 ; elle desservait Merlevenez qui a donc possédé une gare.
Le monument aux morts de Merlevenez, construit en granite de Scaër par René Guillaume et orné d'une statue de poilu, est inauguré le 3 septembre 1922 sous la présidence d'Alphonse Rio, sous-secrétaire d'État à la marine marchande et aux pêches.
Une conserverie, dénommée "Conserverie de Kerguelen", située au sud-ouest du bourg, existait dans la décennie 1930. Déjà en 1906 Léon Vassillière et en 1920 Antonin Rolet, signalent tous les deux une importante culture de pois à Merlevenez et dans des communes voisines comme Riantec. 
Le club sportif "Étoile sportive de Merlevenez" est créé en 1935 par François Le Loir et l’abbé Ubi, alors vicaire de la paroisse.
Merlevenez est ainsi décrit en 1938 :

« Merlevenez possède une remarquable église romane des XIIe siècle et XIIIe siècle, exception des plus rares en Bretagne où domine le flamboyant du XVIe siècle. Sur la croisée du transept se dresse une belle tour octogonale datée de 1533 avec flèche en pierre du style ogival. La place de l'église et les ues avoisinantes sont le siège, en septembre, d'un Pardon des Chevaux fort pittoresque. Montés sans selle par leurs cavaliers, la croupe et le poitrail recouverts de dentelles blanches posées sur des transparents de couleur voyante, les chevaux défilent au pas derrière une lourde croix dorée portée par un robuste gars. La foule des paysans suit chantant le cantique de saint Éloi. Hommes et animaux sont parés de fleurs d'automne : dalhias multicolores, asters violets et roses et marguerites blanches. »

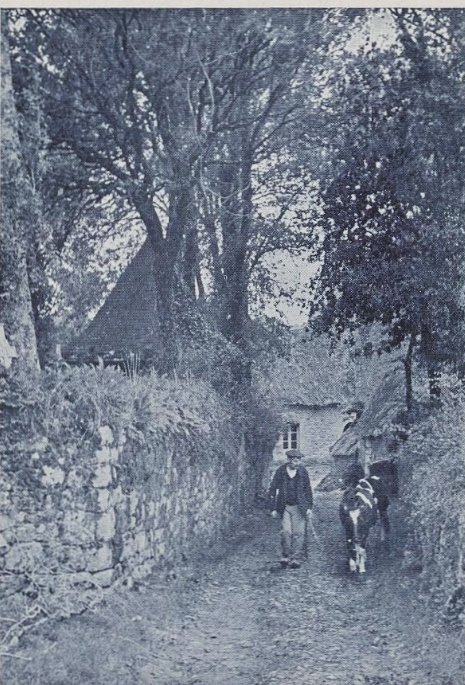
Merlevenez ː un paysan et sa vache (M.-W., La revue française de photographie et de cinématographie, 1938).

#### La Seconde Guerre mondiale
En février 1941 les Conseils municipaux de Merlevenez et de plusieurs autres communes adressent « au maréchal Pétain l'hommage de leur admiration, de leur loyalisme et de leur gratitude pour l'œuvre de redressement qu'il a entreprise ».
Le monument aux morts de Merlevenez porte les noms de 3 personnes mortes pour la France pendant la Seconde Guerre mondiale : Jean Denis, soldat au 17e Groupe de Reconnaissance de Corps d'Armée, décédé le 15 juin 1940 à Sens (Yonne) pendant la bataille de France ; Eugène Le Guludec et Pierre Leloir.
Le monument commémoratif de Mané-er-Houet porte une inscription d'origine :  « À la Mémoire des Combattants F.F.I., d'une Infirmière Française et des Soldats Américains tombés au combat pour la Libération de la France - 25e anniversaire 8.5.1970 » et trois plaques ajoutées, la première « En hommage aux [3] matelots fusiliers-marins [...] engagés volontaires du 28 août 1944. Tous de la 1ère Cie du Bataillon de fusiliers-marins de Lorient, Morts pour la France, le 30 octobre 1944 dans les combats pour notre liberté », la seconde « Front de Nostang - Le 2ème bataillon F.F.I. du 4ème R.I.A. venu du Loir-et-Cher, a combattu à Nostang du 1er au 18 décembre 1944 pour la Libération de la Bretagne. Ici [4] [...] sont morts pour la France » - « Novembre 1944 - Juin 1945 - C.F.A.V.V. Corps Franc de l'Air Valin de la Vaissière » et la troisième porte les noms de personnes tuées en octobre 1944 à Nostang et Sainte-Hélène.
Lors des combats de la poche de Lorient, le front allait approximativement d'Auray au Pouldu, suivant approximativement, à une distance variant de quelques centaines de mètres à quelques kilomètres le tracé de la Route nationale 165 (ancien tracé), passant au sud de Landévant, de Brandérion, d'Hennebont et de Pont-Scorff, longeant la Laïta au sud de Quimperlé jusqu'à la mer. « Il n'y a pas de durs combats, mais des duels d'artillerie et des escarmouches. Ce sont les villages de Nostang, Kervignac, Merlevenez et Sainte-Hélène qui sont l'enjeu des plus violentes attaques. Chaque jour des hommes tombent.. (...) ». Le bombardement du bourg en 1944 a détruit la mairie-école de garçons construite en 1869, ainsi que la flèche (elle servait de poste d'observation pour les Allemands, raison pour laquelle elle fut bombardée) et la porte d'entrée de l'église paroissiale, laquelle fut globalement très abîmée.
Gildas Le Roux, qui avait tué à Merlevenez un vieillard de 77 ans et sa belle-fille, dont le mari était prisonnier en Allemagne, sous les yeux d'une fillette de 7 ans, fut exécuté à la prison de Vannes le 16 mai 1942. Ce fut la dernière exécution de la peine capitale dans le département du Morbihan.

#### L'après-Seconde Guerre mondiale
Le journal L'Espoir du Morbihan écrit le 24 mars 1946 qu'à Merlevenez « la population n'est pas encore rentrée en entier » et qu'« avant d'entreprendre des travaux de réparation, certains alignements [de maisons] seraient à préciser ».
La réparation de l'église, financée par les dommages de guerre, dura 4 ans, de 1956 à 1960. Dans l'attente, les cérémonies religieuses étaient célébrées dans une baraque. Des habitants du bourg ont aussi été pendant plusieurs années logés dans des baraques, l'une d'entre elles subsiste.
Jean-Marc Scourzic, né le 23 février 1907 à Merlevenez, maître mécanicien, fit partie des 51 victimes lors du naufrage de la frégate météorologique Laplace qui heurta une mine datant de la Seconde Guerre mondiale et coula en dix minutes le 16 septembre 1950 en baie de La Fresnaye.

### LeXXIesiècle
Elle est partie prenante dans la création de la communauté de communes de Bellevue en 1993. Aujourd'hui, elle constitue Blavet Bellevue Océan Communauté, avec Kervignac, Nostang, Plouhinec et Sainte-Hélène. C'est d'ailleurs sur sa commune qu'est situé le siège.

### Blasonnement
|  | Les armoiries de Merlevenez se blasonnent ainsi : Coupé, au un parti d’or au cheval gai monté par deux templiers portant lances et boucliers, le tout de sable, de gueules au moulin à vent d’argent maçonné de sable, au deux d’azur à un porche roman fermé d’argent, à la burelle ondée d’argent brochante sur la ligne du coupé. |

Le sceau des Templiers rappelle que cet ordre a été à l'origine de la commune. Le moulin à vent rappelle l'activité agricole et le portail symbolise l'église, monument classé. La burelle ondée présente une particularité de la commune : elle est étendue de la rivière d'Étel à la proximité du Blavet.

## Politique et administration

### Liste des maires
Liste des maires qui se sont succédé. Martine Rouellé, du Blavet à la rivière d'Etel, p. 211
| Période                                  | Période          | Identité           | Étiquette   | Qualité |
| ---------------------------------------- | ---------------- | ------------------ | ----------- | --- |
| juillet 1800                             | février 1808     | Louis Le Quéven    |             | Laboureur. |
| février 1808                             | avril 1815       | François Uhel      |             | Agriculteur. |
| mai 1815                                 | 12 octobre 1842  | Jean Pessel        |             | Cultivateur. |
| octobre 1842                             | 29 novembre 1846 | François Uhel      |             | Agriculteur. Fils de François Uhel, maire entre 1808 et 1815. |
| 1848                                     | 1852             | Joseph Danigo      |             | |
| 1853                                     | mai 1888         | François Uhel      |             | Agriculteur. |
| mai 1888                                 | mai 1908         | Yves Le Glouahec   |             | Cultivateur. |
| juin 1908                                | décembre 1919    | François Uhel      |             | Agriculteur. |
| décembre 1919                            | 1929             | Joseph Le Glouahec | Républicain | Fils d'Yves Le Glouahec, maire entre 1888 et 1908. Cultivateur. Médaillé militaire. Croix de guerre. Élu conseiller d'arrondissement en 1924. |
| septembre 1929                           | octobre 1947     | Joseph Stéphant    |             | Élu en septembre 1929 après l'annulation des élections municipales du 5 mai 1929 qui avait vu la victoire de la liste sortante de Joseph Le Glouahec à une trentaine de voix de majorité en raison du grand nombre de personnes qui avaient voté sans passer par l'isoloir. |
| novembre 1947                            | 18 janvier 1952  | Joseph Le Glouahec |             | Déjà maire entre 1919 et 1925. |
| mars 1952                                | mars 1989        | Louis Uhel         |             | Directeur d'une conserverie |
| mars 1989                                | 1er juin 2013,   | Fortuné Le Calvé   | DVD         | Agriculteur; Président de la CC de Blavet Bellevue Océan (1993-2013) |
| 5 juillet 2013,                          | 24 mai 2020      | Jean-Michel Corlay | DVD         | Retraité de l’immobilier et de la finance |
| 24 mai 2020,                             | En cours         | Bruno Le Bosser    | SE          | Dirigeant d’une société spécialisée dans la santé animale |
| Les données manquantes sont à compléter. |                  |                    |             | |

1. ↑  Il décède au cours de son mandat.
2. ↑  Réélu en 1953, 1959, 1965, 1971, 1977 et 1983.
3. ↑  Réélu en 1995, 2001[64] et 2008[65], il décède au cours de son quatrième mandat[62],[63].
4. ↑  Réélu en 2014[68],[69].

## Démographie
L'évolution du nombre d'habitants est connue à travers les recensements de la population effectués dans la commune depuis 1793. Pour les communes de moins de 10 000 habitants, une enquête de recensement portant sur toute la population est réalisée tous les cinq ans, les populations de référence des années intermédiaires étant quant à elles estimées par interpolation ou extrapolation. Pour la commune, le premier recensement exhaustif entrant dans le cadre du nouveau dispositif a été réalisé en 2006.

En 2022, la commune comptait 3 191 habitants, en évolution de −0,65 % par rapport à 2016 (Morbihan : +3,82 %, France hors Mayotte : +2,11 %).
| 1793 | 1800 | 1806 | 1821  | 1831  | 1836  | 1841  | 1846  | 1851  |
| ---- | ---- | ---- | ----- | ----- | ----- | ----- | ----- | ----- |
| 953  | 900  | 787  | 1 063 | 1 087 | 1 066 | 1 053 | 1 076 | 1 044 |

| 1856  | 1861  | 1866  | 1872  | 1876  | 1881  | 1886  | 1891  | 1896  |
| ----- | ----- | ----- | ----- | ----- | ----- | ----- | ----- | ----- |
| 1 056 | 1 077 | 1 138 | 1 133 | 1 253 | 1 267 | 1 358 | 1 288 | 1 298 |

| 1901  | 1906  | 1911  | 1921  | 1926  | 1931  | 1936  | 1946  | 1954  |
| ----- | ----- | ----- | ----- | ----- | ----- | ----- | ----- | ----- |
| 1 303 | 1 299 | 1 306 | 1 287 | 1 287 | 1 208 | 1 219 | 1 038 | 1 144 |

| 1962  | 1968  | 1975  | 1982  | 1990  | 1999  | 2006  | 2011  | 2016  |
| ----- | ----- | ----- | ----- | ----- | ----- | ----- | ----- | ----- |
| 1 183 | 1 237 | 1 221 | 1 769 | 2 032 | 2 294 | 2 773 | 3 100 | 3 212 |

| 2021  | 2022  | - | - | - | - | - | - | - |
| ----- | ----- | - | - | - | - | - | - | - |
| 3 203 | 3 191 | - | - | - | - | - | - | - |

## Lieux et monuments

### L'église Notre-Dame-de-Joie (XIIe–XVesiècle)
L'église du village de Merlevenez est l'un des plus beaux monuments de l'art roman en Bretagne. Elle mesure 38 m sur 12. Elle aurait être occupée par les Templiers selon certains historiens du XIXe siècle. Son édification est antérieure à la fondation de l'Ordre du Temple. Le clocher est ajouté au XIVe siècle puis restauré en 1533. Cette église a été classée monument historique le 22 septembre 1927. Partiellement détruite par des bombardements terrestres pendant la poche de Lorient, elle a été magnifiquement restaurée au cours des années 1950/1960. Les vitraux des verrières de la nef et des transepts sont l'œuvre du maître verrier Jean-Jacques Gruber. Notre-Dame de la Joie est fêtée le 8 septembre, date de son pardon.

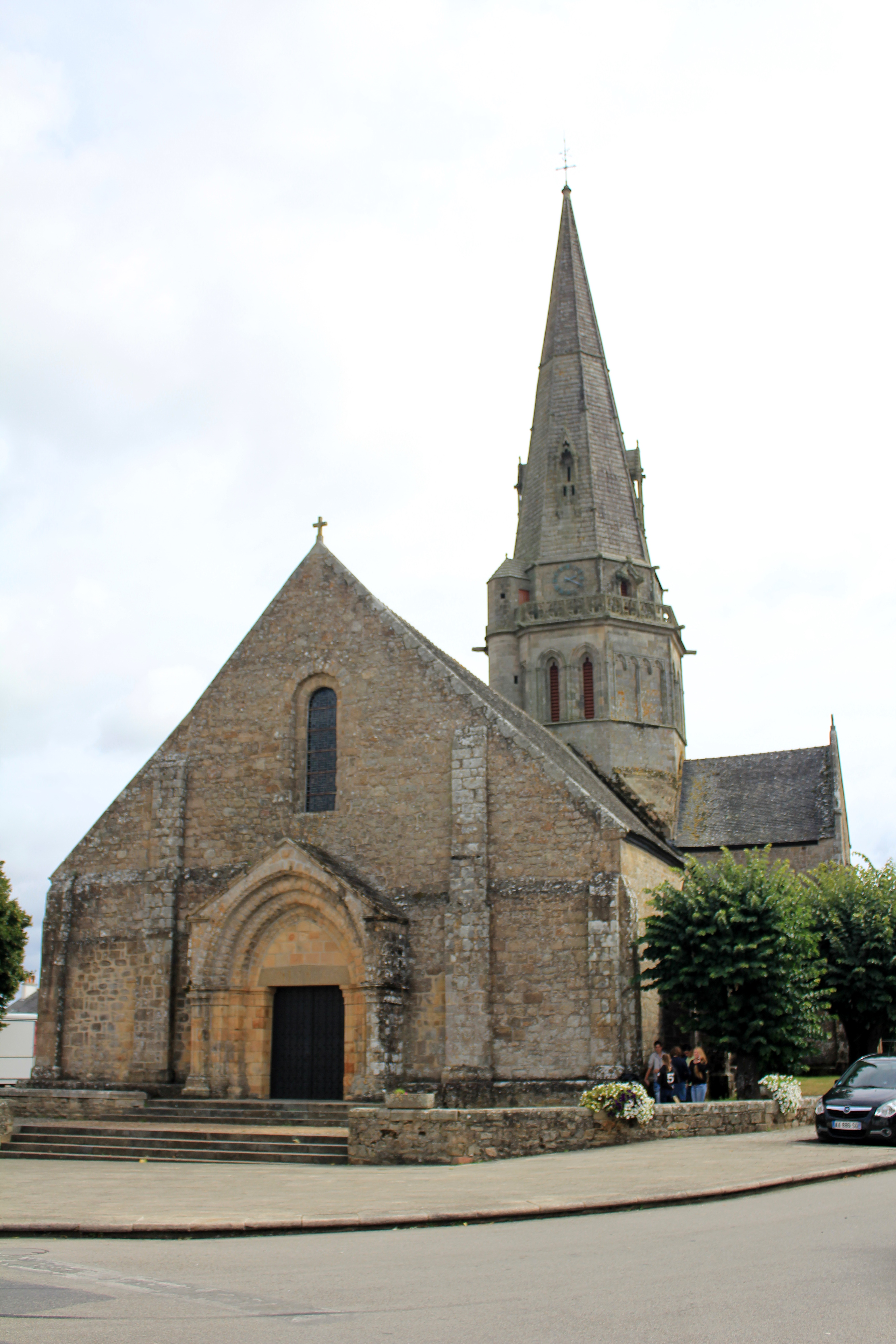
Église Notre-Dame-de-Joie : vue extérieure d'ensemble depuis le sud-ouest.
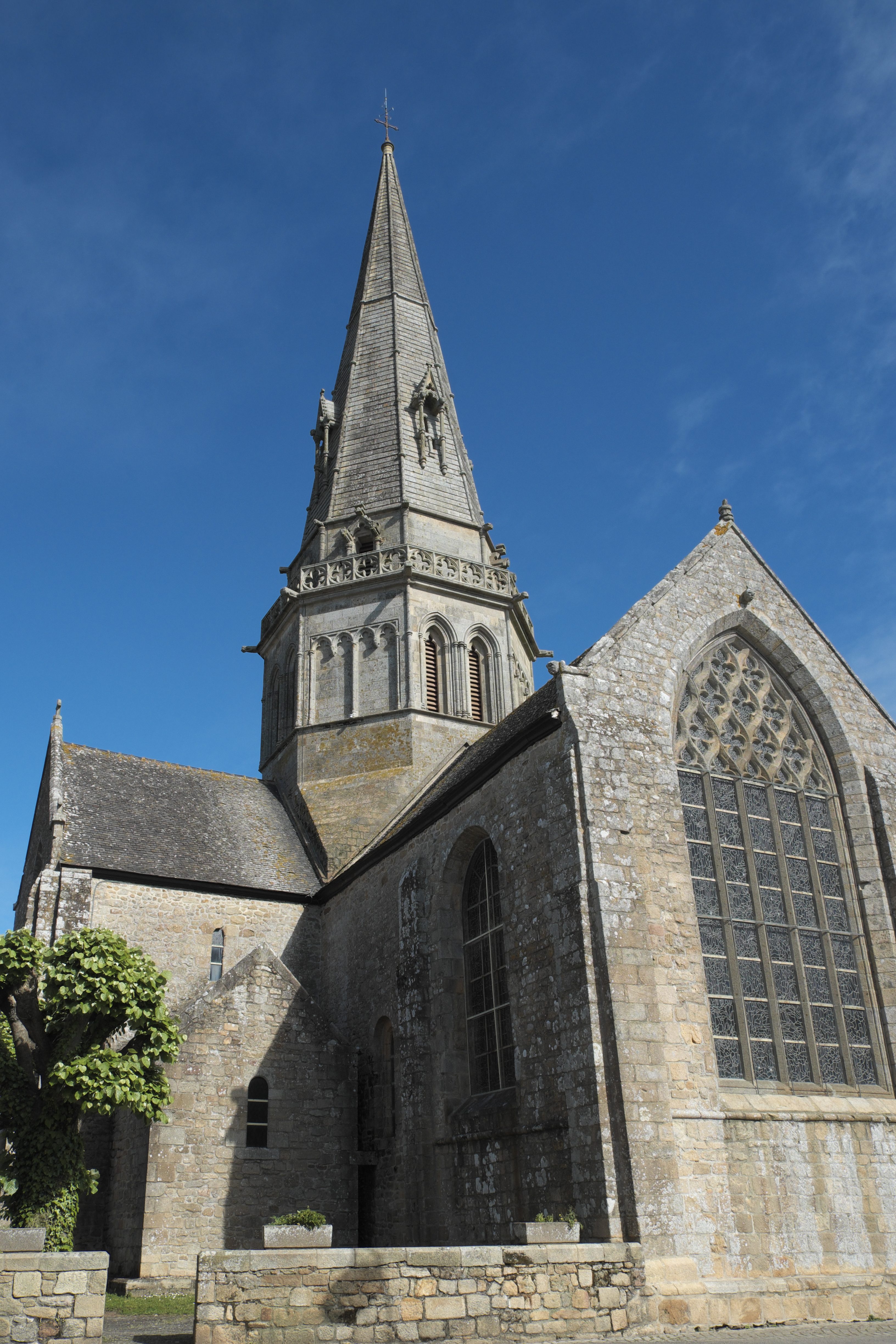
Église Notre-Dame-de-Joie : clocher et vue extérieure.
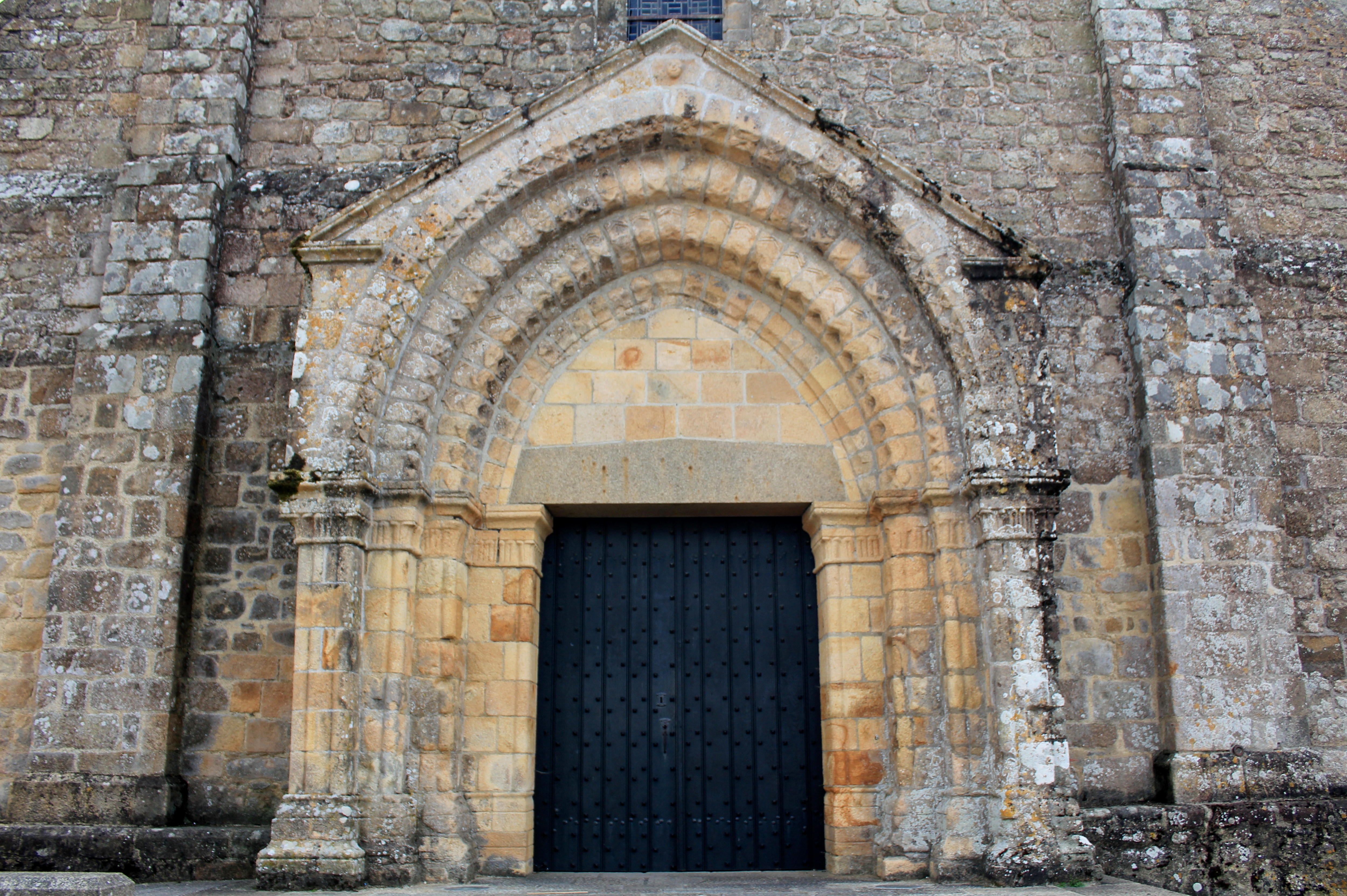
Église Notre-Dame-de-Joie : portail de l'entrée principale.
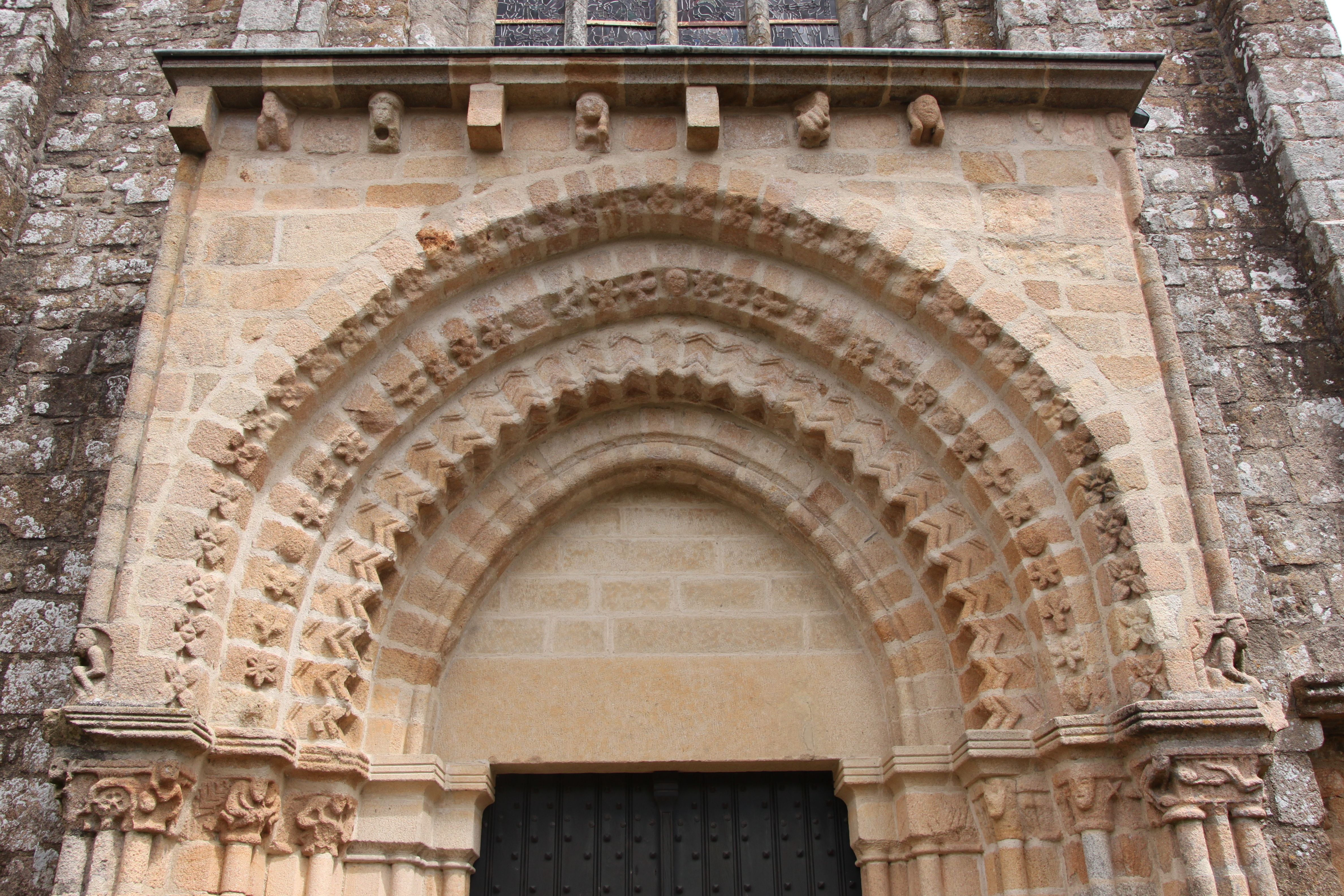
Église Notre-Dame-de-Joie : partie supérieure du portail d'entrée.
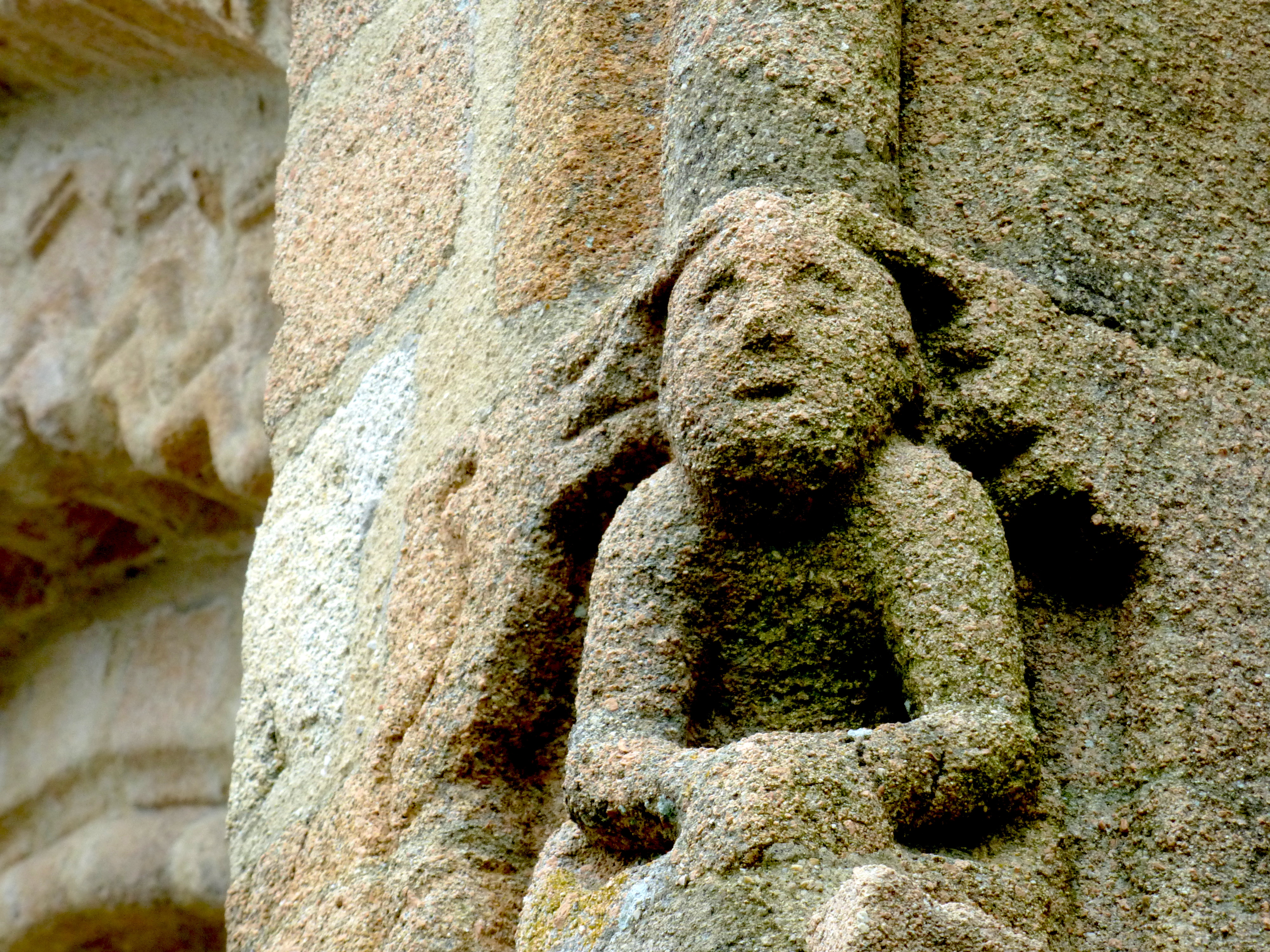
Église Notre-Dame-de-Joie : sculpture.

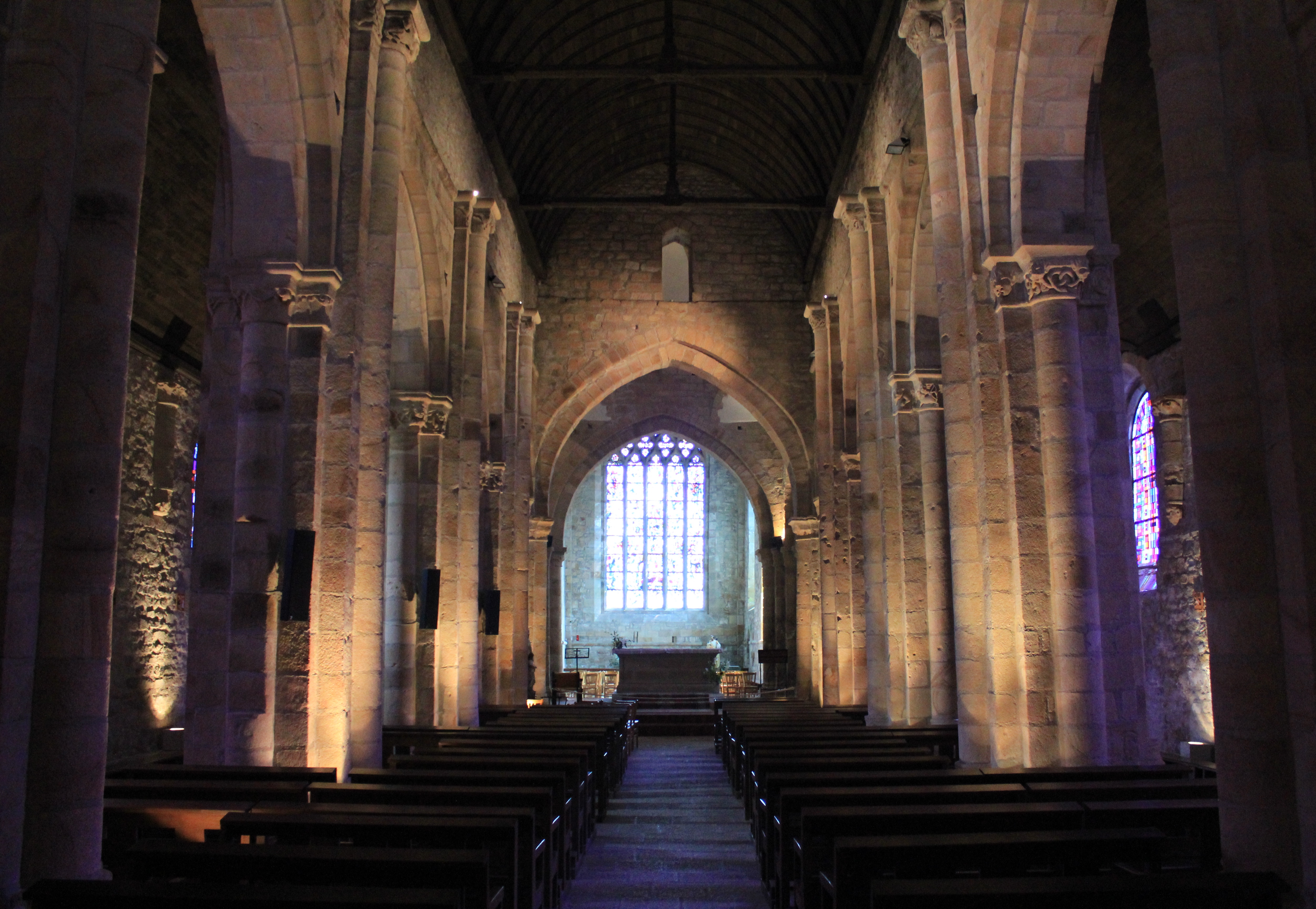
Église Notre-Dame-de-Joie : vue intérieure d'ensemble.
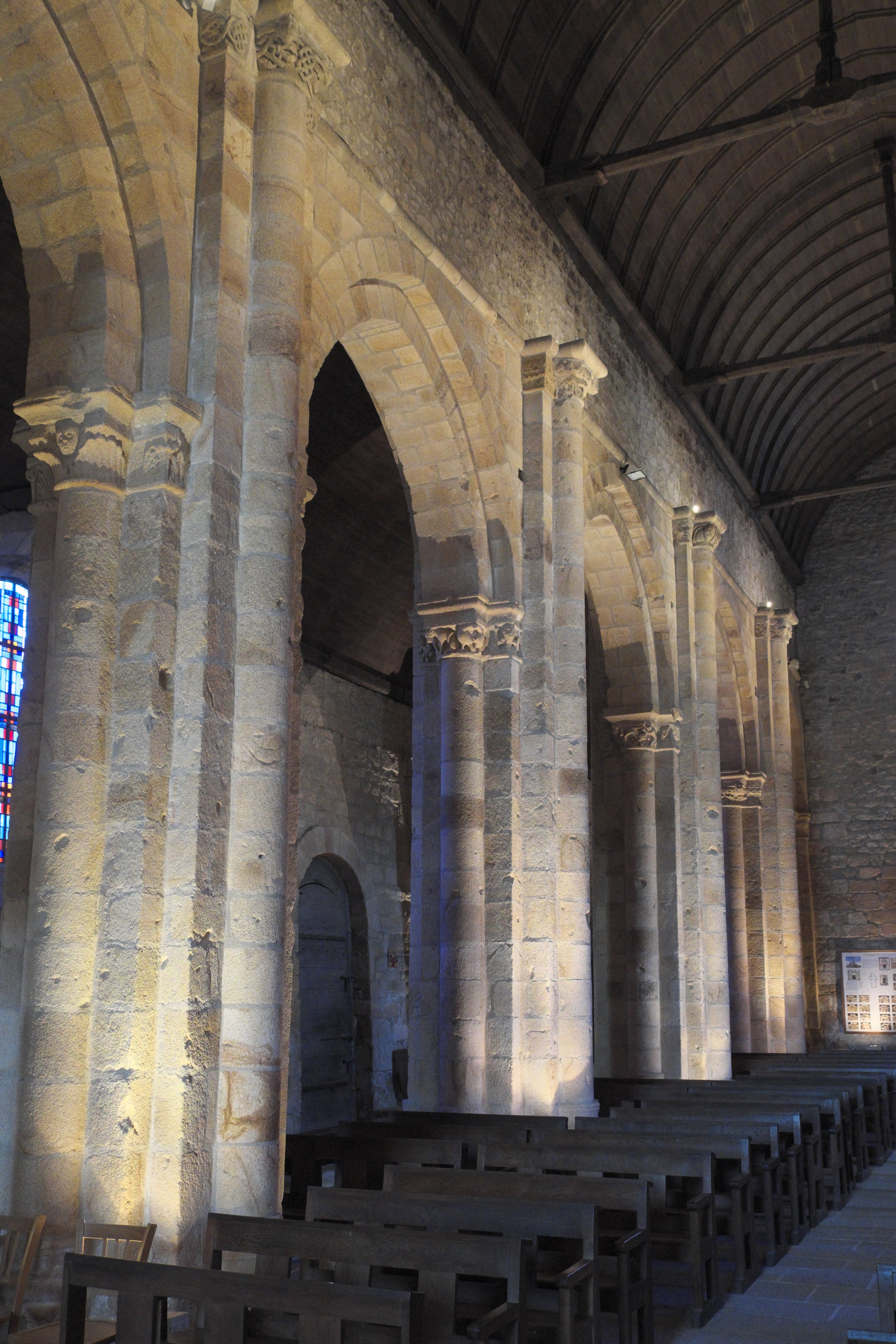
Église Notre-Dame-de-Joie : piliers et arcades côté gauche de la nef.
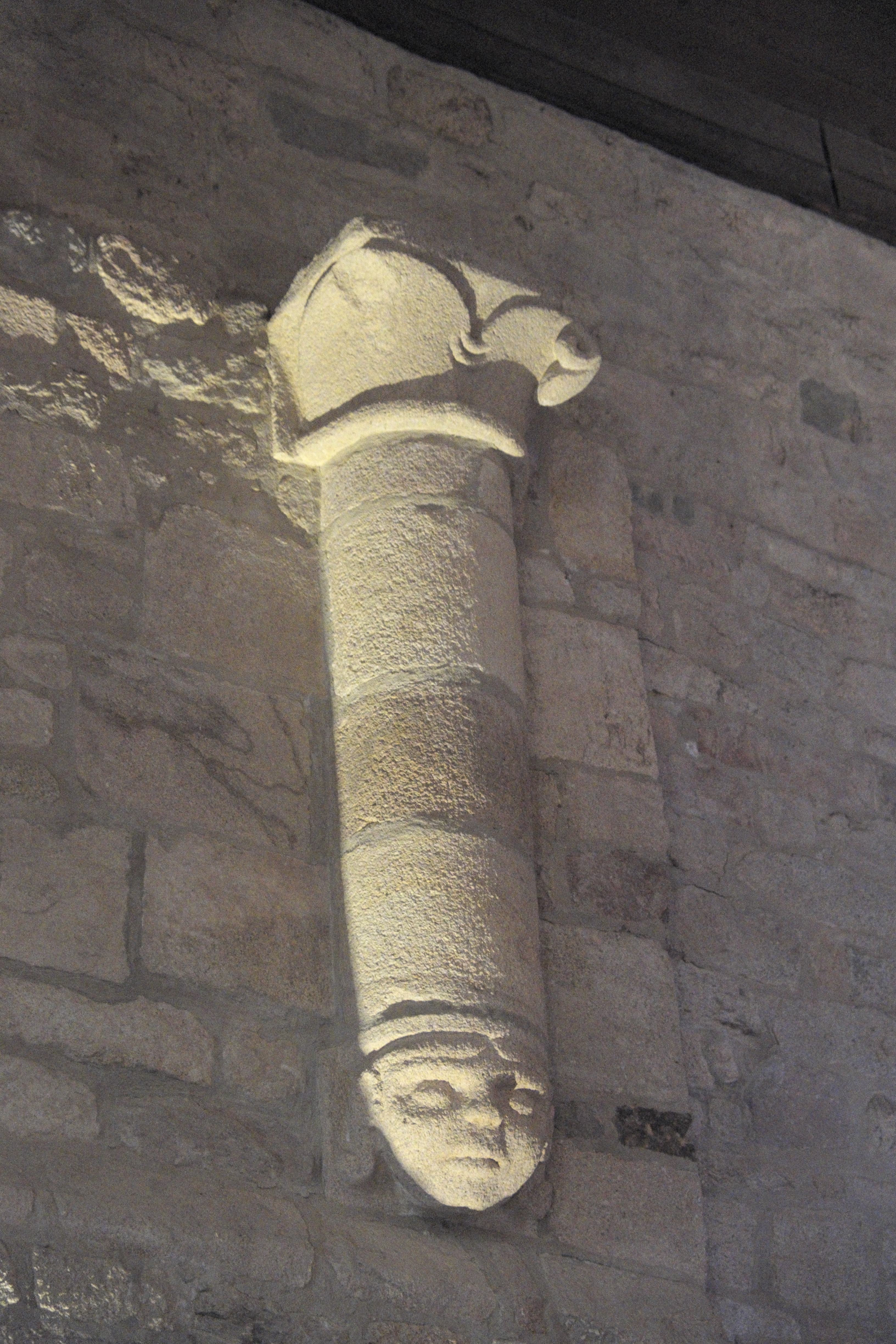
Église Notre-Dame-de-Joie : cul-de-lampe.
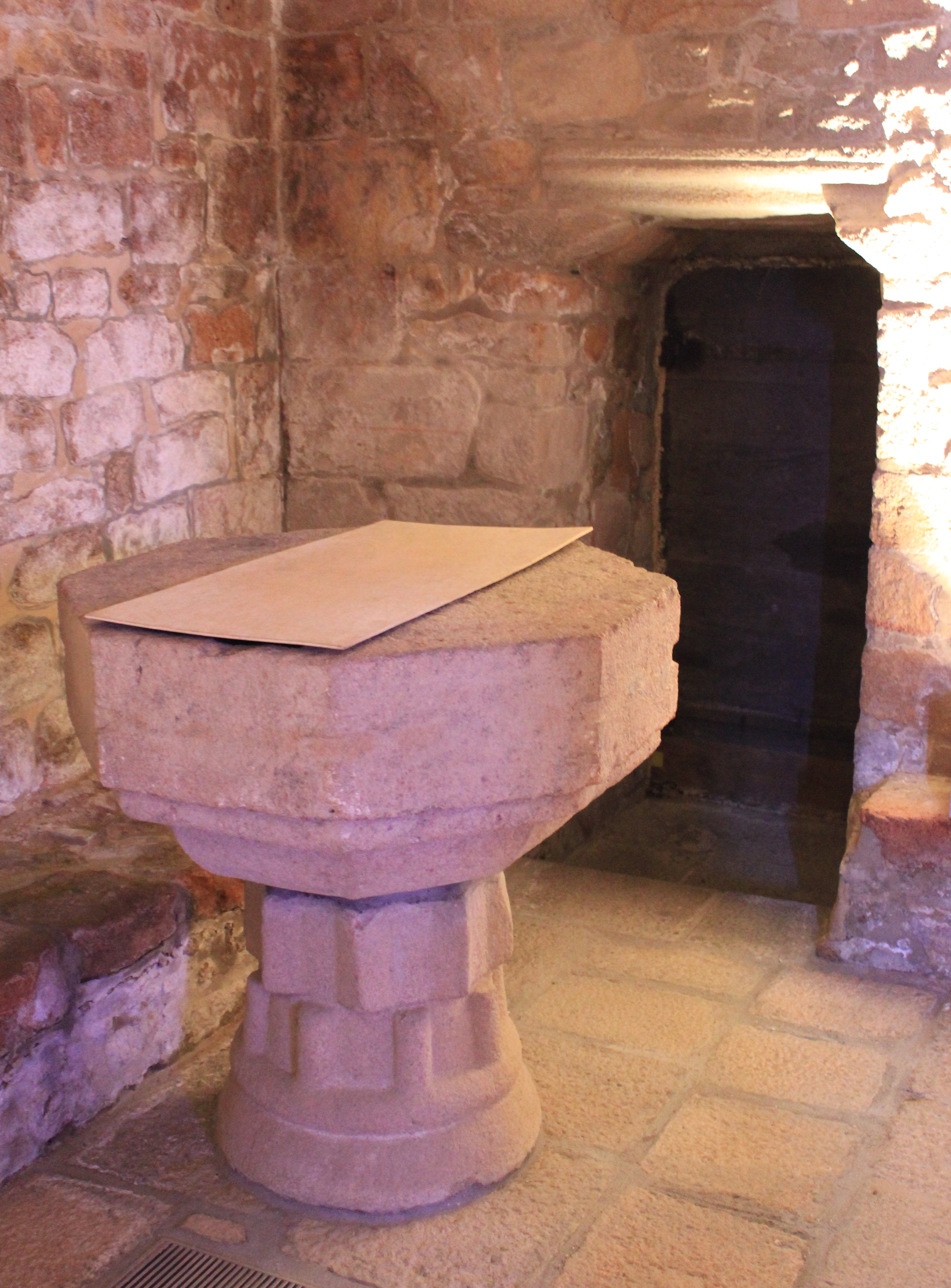
Église Notre-Dame-de-Joie : fonts baptismaux.
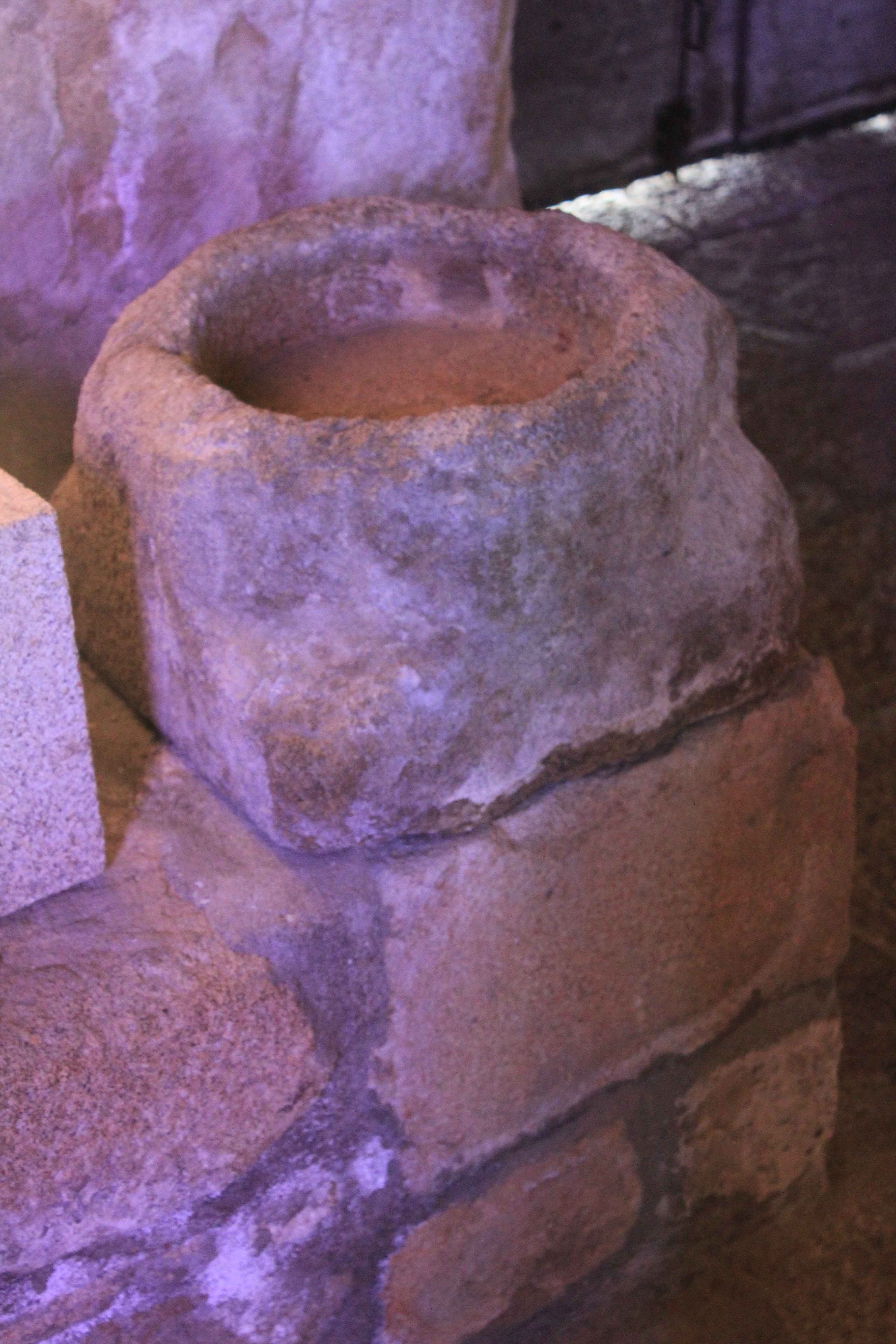
Église Notre-Dame-de-Joie : bénitier.

### La fontaine Maria
La fontaine Maria, dite aussi Fontaine de Kergornet, est dédiée à la Vierge Marie (fetan Varia en breton). Sur le linteau, une inscription est écrite : « Bihan R(ecteur) - 1729 - Bon (aventure) Thomas P(rocureur) ». Elle est entourée  d'un muret. Inscrite aux monuments historiques du Morbihan depuis un arrêté du 6 juin 1933 sous le nom de fontaine de Kergornet.

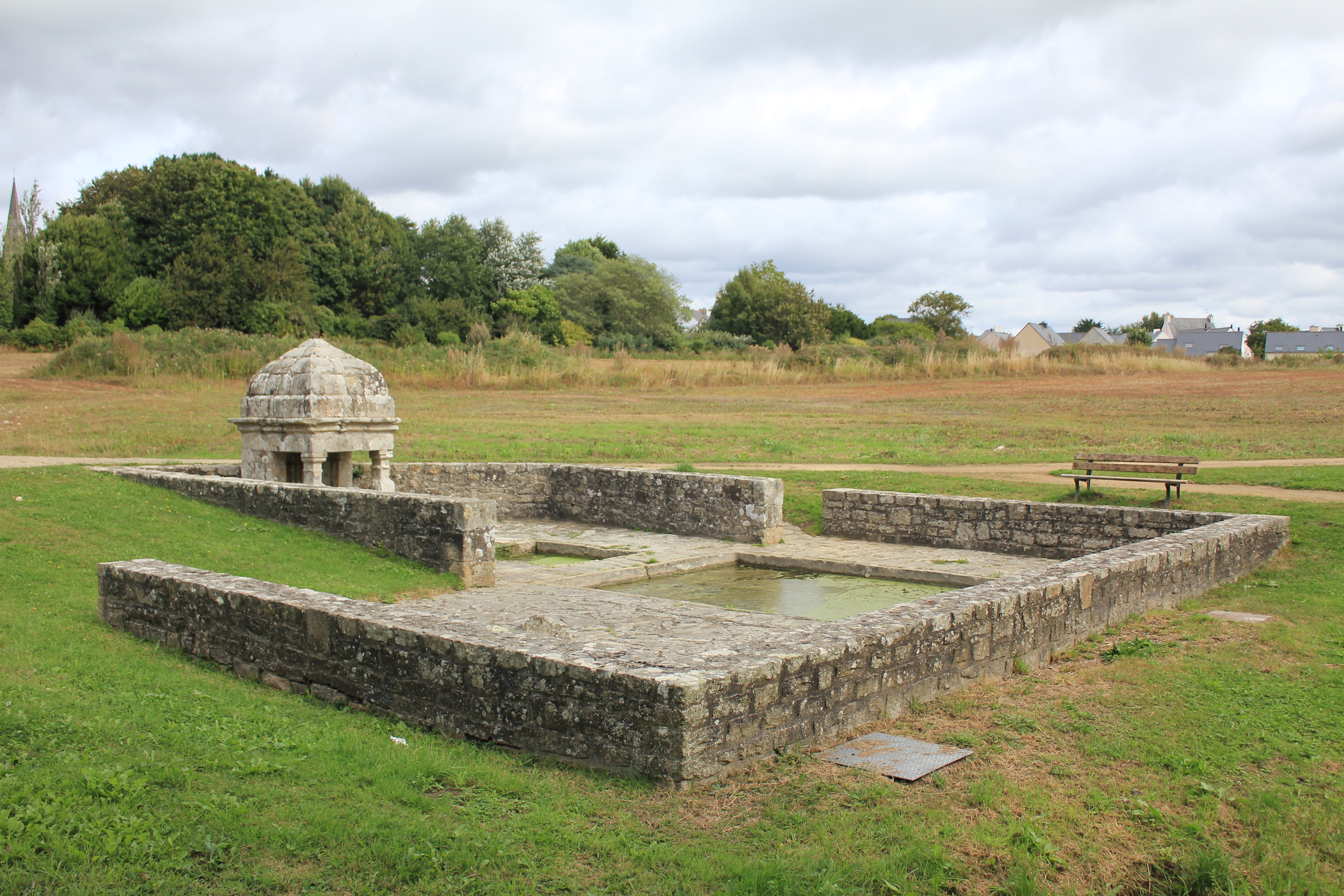
La fontaine de Kergornet : vue d'ensemble.
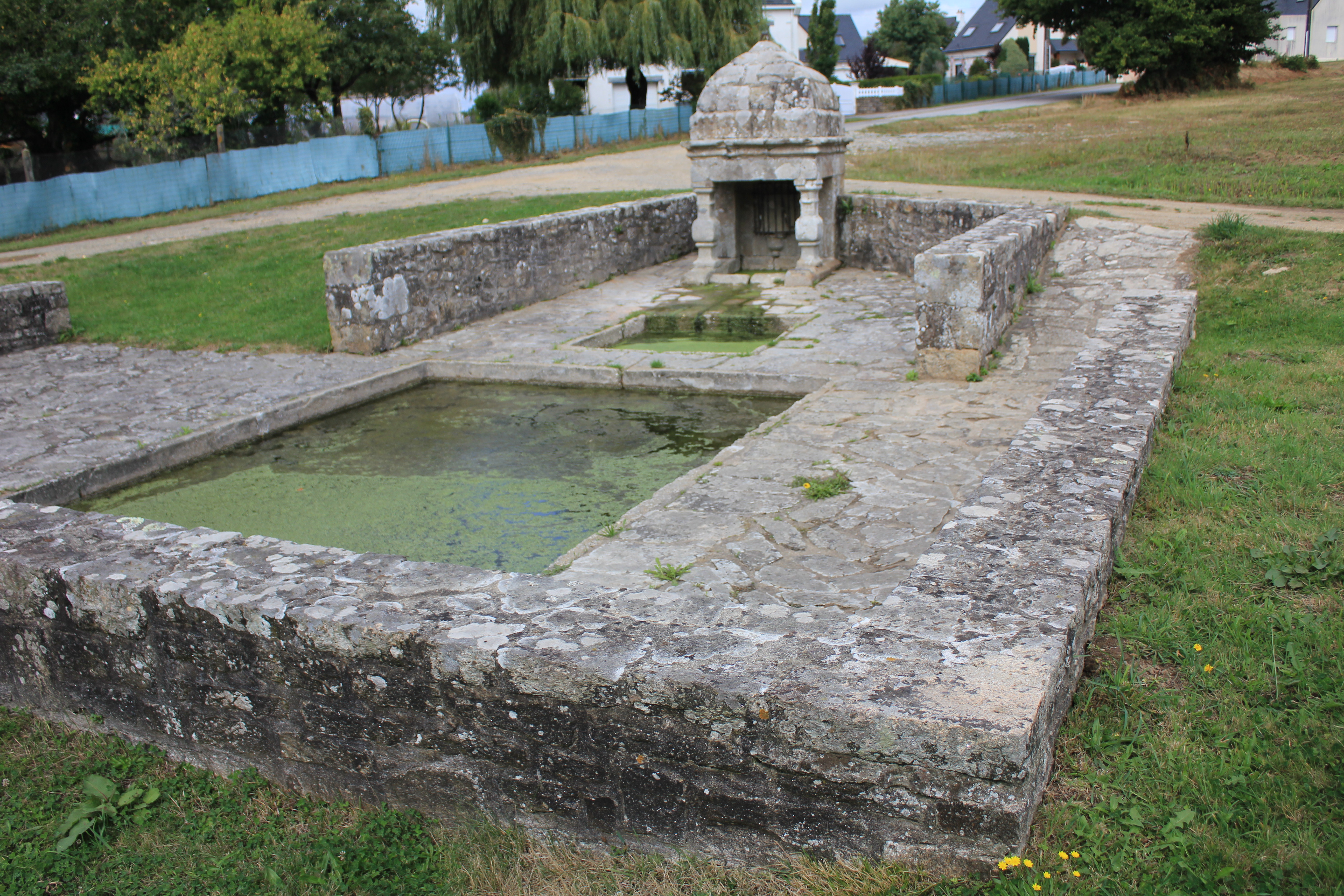
La fontaine de Kergornet : vue rapprochée.
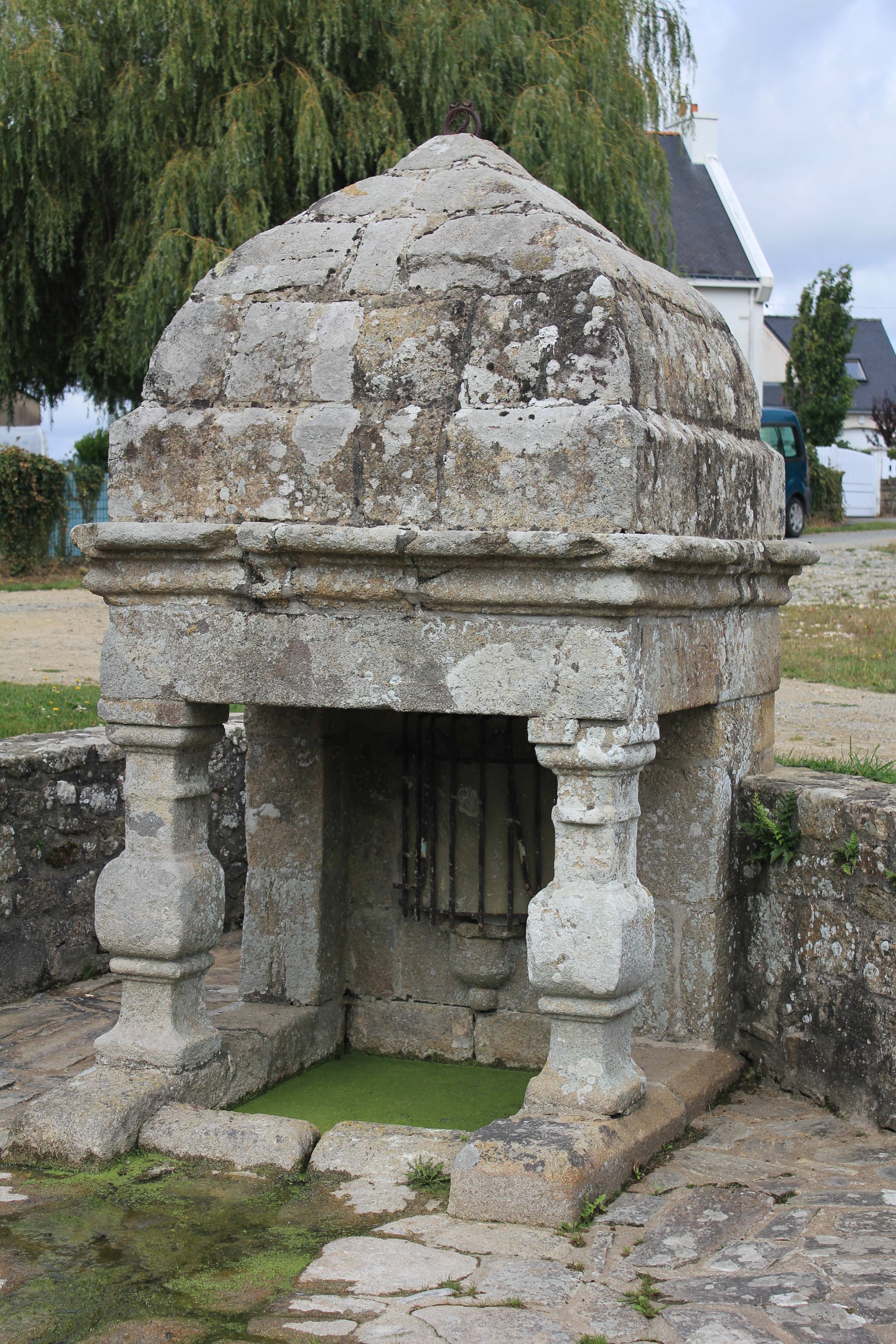
La fontaine de Kergornet : détail.

### Autres monuments
- La chapelle de la Madeleine

Construite au XVIIe siècle, cette chapelle située auprès du village de la Madeleine (direction route de Nostang aujourd'hui). Elle est dédiée à sainte Marie-Madeleine, ce qui signifie que des lépreux exerçant le métier de cordier ont habité ce secteur. Elle se compose d'un seul vaisseau avec deux fenêtres au sud et de deux portes, une à l'ouest et une autre au sud. Elle accueille des expositions artistiques tout au long de l'année.
- Le monument aux morts

Le monument aux morts de Merlevenez a été construit pour la Première Guerre mondiale, dressé en 1921 et se situe originellement devant l'église comme le cimetière. La population d'alors (1 306 habitants) avait perdu 54 hommes. Le maire (M. Le Glouahec) proposa un financement du monument par souscription publique qui s'éleva à 2 622,75 F. Au dos de ce monument, il est écrit : « JAMES NE VEHET ANKOÉHET » (« Jamais ne serez oubliés » en breton). Il est dorénavant installé derrière la mairie.
- Le manoir de Kergatorne

Construit dès le XVe siècle, c'était le siège d'une seigneurie. Il appartient à différentes familles au fil des siècles. Une restauration lui est dédiée à la fin du 20e siècle.
- Le manoir de Kerguelhouant

C'était le siège d'une seigneurie et il possédait sa propre chapelle.
- La stèle de Mané-er-Houet

Erigée en 1970, à l'occasion du 25e anniversaire de la capitulation de l’Allemagne nazie et de la victoire alliée en Europe, elle honore la mémoire des FFI-FTPF et des soldats américains tués au cours des durs combats engagés dans le secteur de Merlevenez, Nostang et Sainte-Hélène.
- Les moulins

Le moulin à eau de Rhodes et plusieurs moulins à vent (Rhodes, Neuf, Hazeno, Kerguehouet) sont visibles sur la commune. Ils sont représentés en haut à droite du blason en illustrant la vitalité de l'activité agricole de Merlevenez.
- Plusieurs fermes ou anciennes fermes présentent un intérêt architectural : la ferme Lesteno[84], celles de Trevelzun[85], de Kergatorn[86], de Kernours[87], de Kervenant[88], de Kervihern[89], etc..

### Anciens monuments
Deux autres chapelles ont existé sur le territoire merlevenezien. Il s'agit de l'ancienne chapelle paroissiale de Trévelzun et celle de Saint-Sauveur. Elles sont aujourd'hui toutes les deux détruites.

## Sports

### Associations
De nombreuses associations sportives existent sur la commune :
- Étoile Sportive de Merlevenez : C'est la plus grande association de la commune en termes d'adhérents. Fondé en 1935 par François Le Loir et l'abbé Huby, le club joue à l'origine sur le terrain prêté par la comtesse de Kermadio, situé sur la commune de Kervignac. Il possède de nombreuses équipes des jeunes aux seniors. L'équipe fanion évolue 1re division de district. Le club a connu le niveau régional à de nombreuses reprises, la dernière fois en 2019. Aujourd'hui, ses équipes évoluent principalement au stade de la Madeleine, situé à proximité de la chapelle du même nom et délaisse celui de Kermadio à l'équipe des Vétérans, le dimanche matin. Accompagnant et supportant ces équipes, une association de supporters existe : le club des supporters de l'ESM.
- Bellevue Sports : Ce club comprend une section basket-ball ainsi qu'une section loisirs pour le badminton, volley-ball, handball, football en salle ou encore tennis de table[90].
- Foyer Culturel des Jeunes : Cette association propose différentes activités telles que danse de salon, danse moderne jazz, peinture, theatre adultes et enfants, gymnastique, sophrologie, yoga, etc.
- Judo-Club Merlevenez / Sainte-Hélène : Section historiquement rattaché au FCJ avant son détachement en association en 2016, elle propose du judo, du Kata et du Taïso.
- Poney-club écurie des Lauriers : installé au sein du centre équestre des Lauriers au village de Lezevarch.
- Cyclo Club de cyclotourisme : Il organise des sorties de vélo sur route tous les dimanches matins.
- Pétanque Loisirs : Les adhérents se retrouvent au sein du terrain couvert, à proximité du stade de la Madeleine.

D'autre part, de nombreuses autres activités physiques se pratiquent sur la commune (tennis, boule bretonne, ...).

### Équipements
- Stade de la Madeleine : situé proche de la chapelle du même nom, il est composé de deux terrains de football principalement utilisé par le club de football. Deux courts de tennis sont installés à proximité.
- Salle de sport Bellevue : inaugurée à la fin du 20e siècle et située au sein de la zone artisanale du même nom, c'est une salle intercommunale pour le basket-ball et le handball notamment par le club Bellevue Sports.
- Salle Fortune Le Calvé : : inaugurée en 2019 et située à côté du stade de la Madeleine, c'est une salle multi activités utilisé par différentes associations qui utilisaient auparavant la salle du foyer culturel des jeunes notamment le club de judo.

## Enseignement
La commune accueille deux écoles : l'école publique Les Mésanges bleues, composée d'une école maternelle et primaire, et une école privée Notre-Dame-de-Joie (provenant du nom de l'église), qui sont liées à l'académie de Rennes.
Il n'y a pas de collège pour poursuivre le cycle, les enfants se rendent soit du côté de Riantec (collège de Kerdurand), Port-Louis (collège de St-Pierre), soit d'Hennebont (collèges Paul Langevin, Pierre et Marie Curie, St-Félix Kerlois).